# Агенција за националну безбједност (Црна Гора)
Агенција за националну безбједност (AНБ) је безбједносно обавјештајна служба и чини саставни дио система безбједности Црне Горе.

## Историјат
Законом о Агенцији за националну безбједност из 2005. године основана је Агенција за националну безбједност као засебан државни орган који је у својству правног сљедбеника преузео службенике, предмете, архиву, опрему и средства бивше СДБ МУП-а ЦГ.
Почетком 2021. покренута је званична истрага под сумњом да је Агенција илегално пратила чланове опозиције и новинаре и да је касније уништила све документе повезане са догађајима.
Поједини припадници Агенције сарађивали су са водећим криминалним клановима у Црној Гори.

## Сврха
Агенција прикупља, евидентира, анализира, процењује, користи, размјењује, чува и штити податке о:
- дјелатностима усмјереним против независности, суверенитета, територијалног интегритета, безбједности и Уставом утврђеног правног поретка Црне Горе
- од значаја за одбрамбене интересе Црне Горе и испуњење стратешких безбједносних циљева и интереса (обавјештајни и контраобавјештајни послови у области одбране)
- дјелатностима усмјереним на вршење тероризма
- дјелатностима усмјереним на вршење организованог криминала
- најтежим облицима кривичних дјела против човјечности и других добара заштићених међународним правом
- дјелатностима носилаца обавјештајних активности других држава од значаја за националну безбједност
- потенцијалним пријетњама по економске интересе Црне Горе
- пријетњама по међународну безбједност
- другим могућим пријетњама по националну безбједност

Агенција врши контраобавјештајну заштиту скупштине Црне Горе, владе Црне Горе, предсједника Црне Горе, других државних органа, министарстава и органа управе, која обухвата активности од значаја за безбједност одређених лица и радних мјеста у овим органима, као и објеката, опреме и простора које они користе.

## Директори
- Душко Марковић (28. мај 2005 — 1. август 2010)
- Владан Јоковић (1. август 2010 — 26. децембар 2011)
- Боро Вучинић (1. март 2012 — 12. март 2015)
- Дејан Перуничић (20. август 2015 — 17. децембар 2020)
- Дејан Вукшић (17. децембра 2020 — 5. мај 2022)
- Саво Кентера (в.д. 5. мај 2022 — 7. октобар 2022)
- Борис Милић (в.д. 8 октобра 2023 —)[6]